# سامسونج جالكسي نوت 10
 سامسونج جلاكسي نوت 10  هو هاتف ذكي من صناعة الشركة الكورية الجنوبية سامسونج، تم الإعلان عنه يوم 7 أغسطس 2019 تم طرحه في السوق بعد يومين من الإعلان عنه ويعمل بنظام التشغيل اندرويد 9 سيصل التحديث الجديد للهاتف بنظام التشغيل اندرويد 10.

## معرض الصور
- ملف:Samsung Galaxy Note 10+ lock screen.jpg

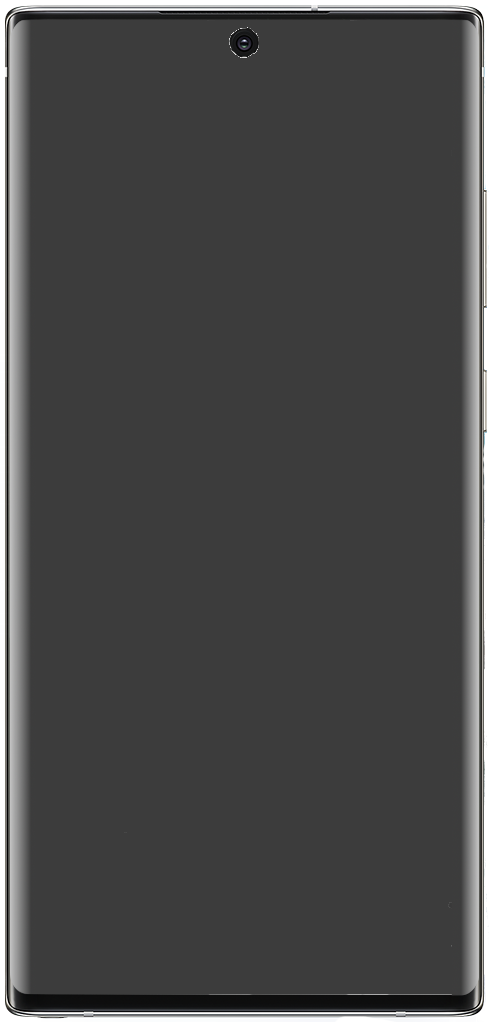
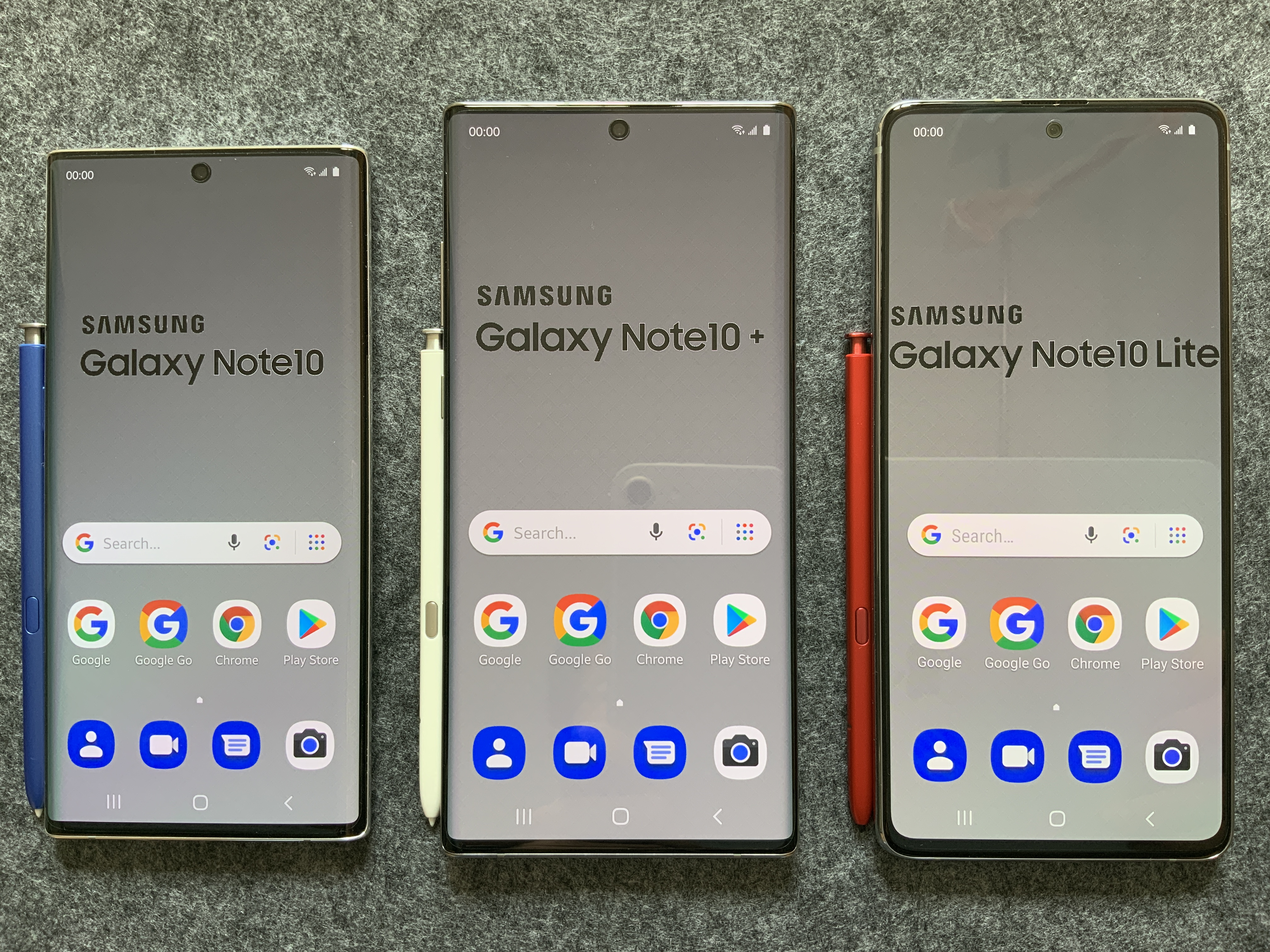
سامسونج جالاكسي نوت 10 ونوت 10
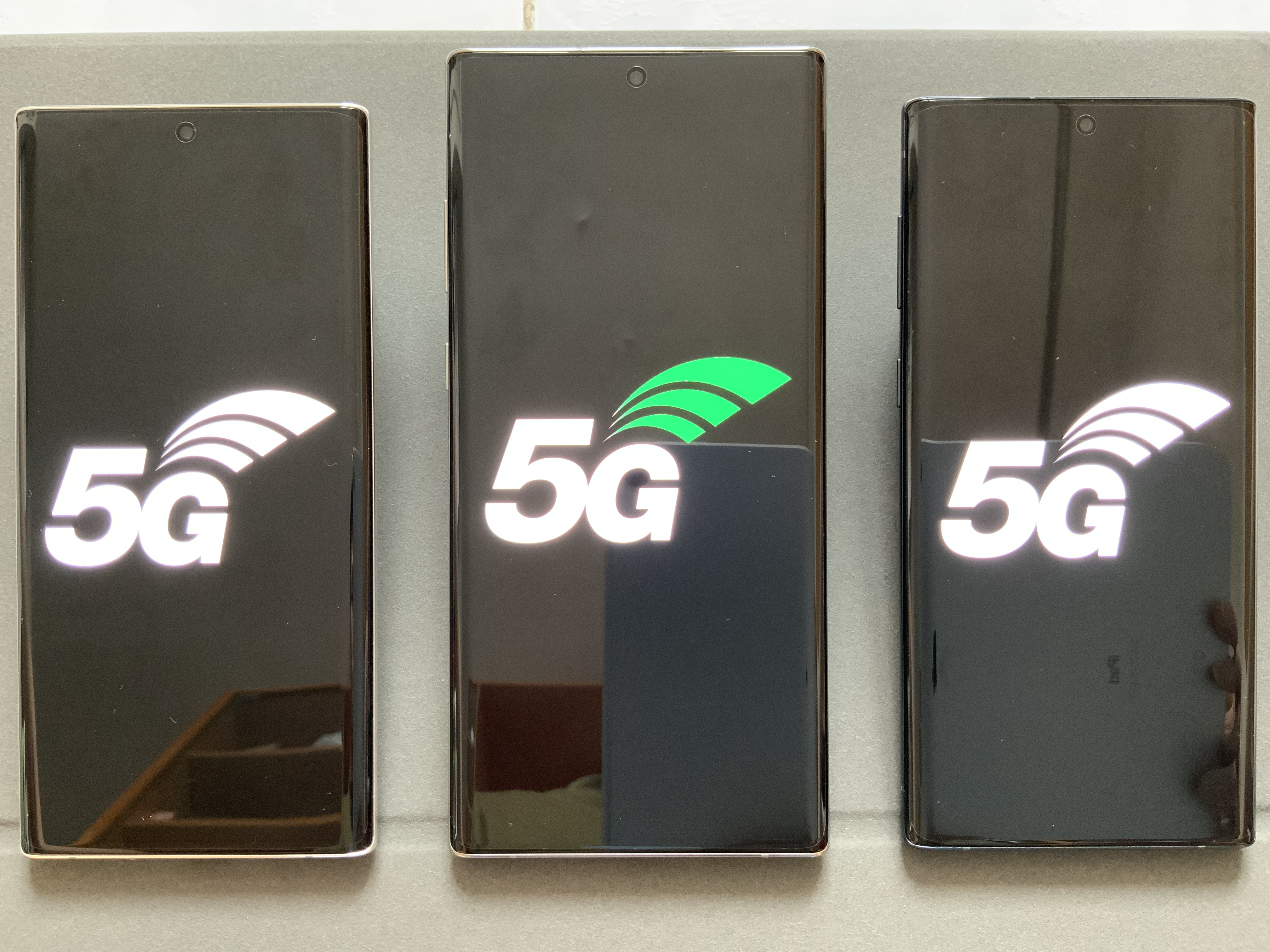
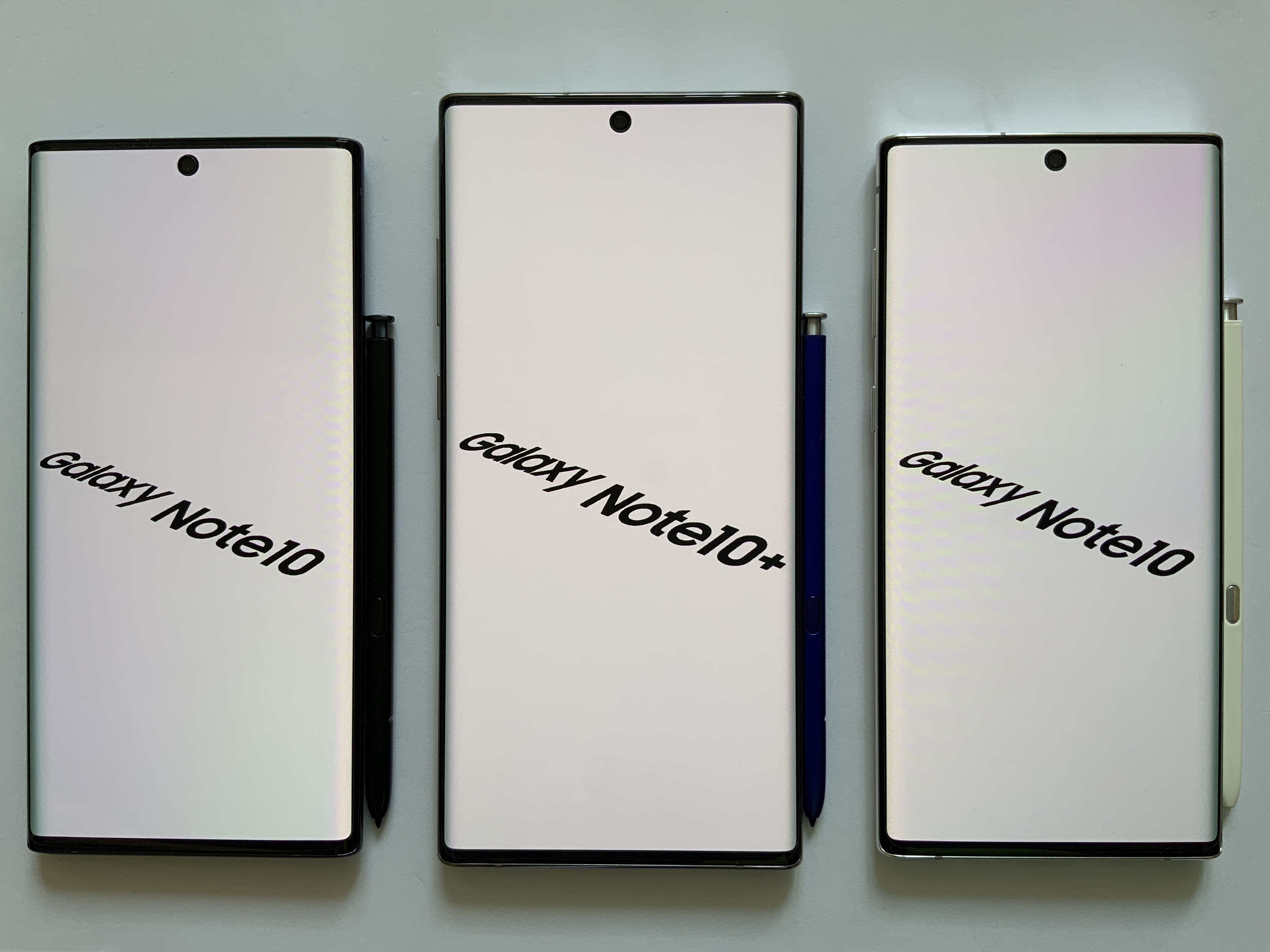
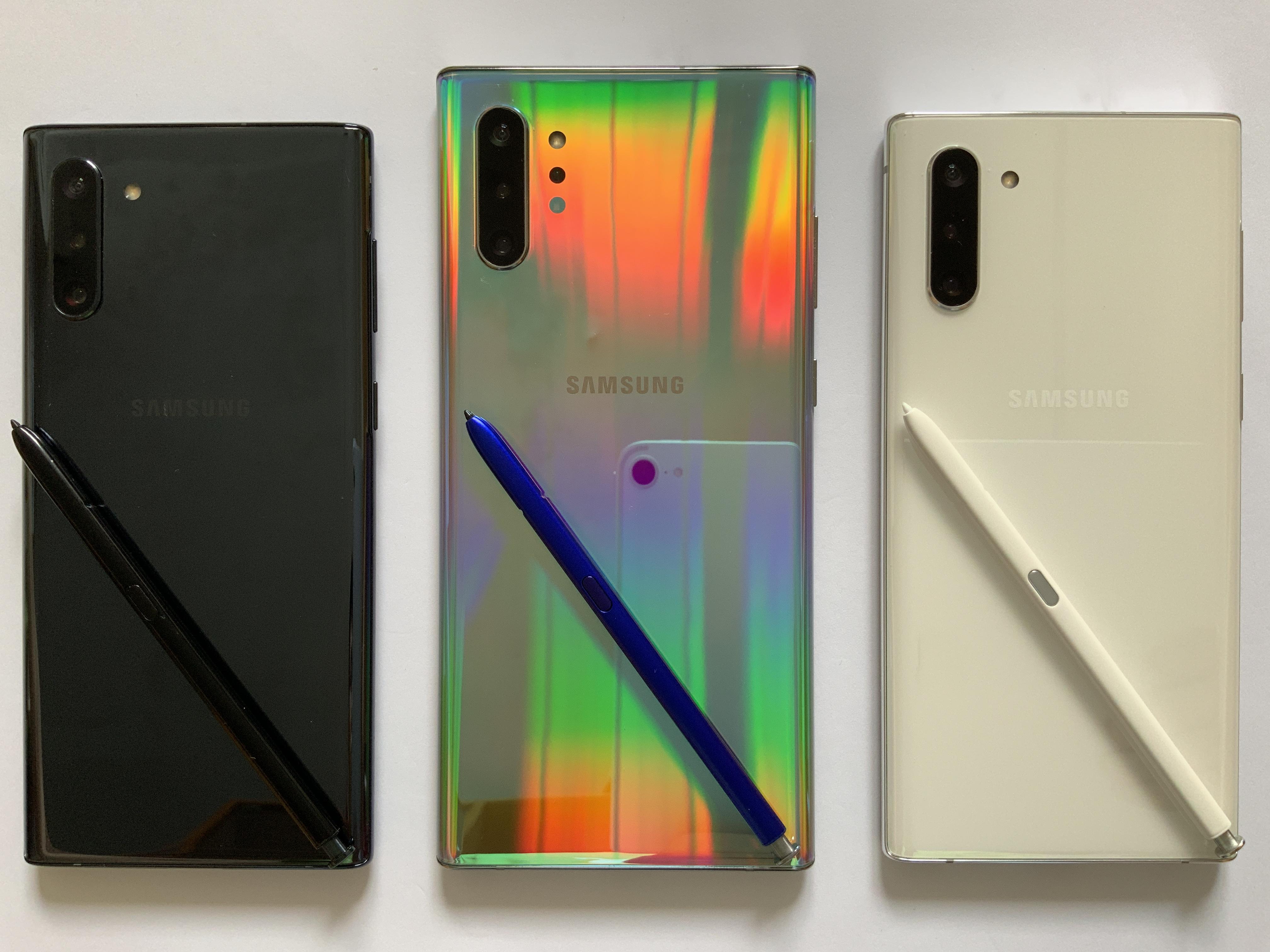

## اصدرات النوت 10
جالكسي نوت 10 بلس
جالكسي نوت 10